# 特雷萨
特雷萨，是西班牙瓦伦西亚自治区卡斯特利翁省的一个市镇。总面积20平方公里，总人口317人（2001年），人口密度16人/平方公里。